# Hippodameion
Das Hippodameion war ein Monument im Heiligtum von Olympia.
Frauen ehrten hier jährlich mit Opferhandlungen die Gemahlin des Pelops, Hippodameia.
Das Hippodameion wurde bisher bei Ausgrabungen noch nicht gefunden, wird aber westlich des Zeustempels vermutet.